# 20794 Ryanolson
20794 Ryanolson este un asteroid din centura principală de asteroizi.

## Descriere
20794 Ryanolson este un asteroid din centura principală de asteroizi. A fost descoperit pe 27 septembrie 2000 la Socorro, New Mexico, în cadrul proiectului LINEAR. Asteroidul prezintă o orbită caracterizată de o semiaxă mare de 2,30 ua, o excentricitate de 0,17 și o înclinație de 5,1° în raport cu ecliptica.